# 645 a.C.
Il 645 a.C. (DCXLV a.C. in numeri romani) è un anno  del VII secolo a.C.

## Eventi
- Kandalanu (forse nome alternativo di Assurbanipal) è sconfitto a Babilonia da Nabopolassar. Resta re di Assiria come Assurbanipal, ma continua a rivendicare il regno di Babilonia come Kandalanu.

## Morti
- Terpandro, poeta greco antico (n. 712 a.C.)